# Lovers Rock (filme)
Lovers Rock (bra/prt: Lovers Rock) é um filme de romance de 2020 dirigido por Steve McQueen e co-escrito por McQueen e Courttia Newland. É estrelado por Micheal Ward e Amarah-Jae St. Aubyn como dois amantes que se conheceram em uma festa de reggae em 1980 no oeste de Londres. O filme foi lançado como parte da série antológica Small Axe na BBC One em 22 de novembro de 2020 e Prime Video em 27 de novembro de 2020. Estreou como filme de abertura no 58º Festival de Cinema de Nova Iorque em 24 de setembro de 2020.

## Elenco
- Micheal Ward como Franklyn Cooper
- Amarah-Jae St. Aubyn como Martha Trenton
- Kedar Williams-Stirling como Clifton
- Shaniqua Okwok como Patty
- Ellis George como Cynthia
- Francis Lovehall como Reggie
- Daniel Francis-Swaby como Bammy
- Alexander James-Blake	como Parker B
- Kadeem Ramsay	como Samson
- Romario Simpson como Lizard
- Jermaine Freeman como Skinner
- Marcus Fraser	como Jabba
- Saffron Coomber como Grace
- Frankie Fox como Eddie Marks
- Dennis Bovell como Milton

## Lançamento
O filme foi selecionado para o Festival de Cannes de 2020 ao lado de Mangrove, mas o festival foi cancelado devido à pandemia de COVID-19. O filme estreou posteriormente no Festival de Cinema de Nova Iorque de 2020, que foi realizado virtualmente, ao lado de Mangrove e Red, White and Blue. Foi exibido no 64º Festival de Cinema de Londres em 18 de outubro de 2020. Estreou na BBC One e ficou disponível para streaming no BBC iPlayer no Reino Unido em 15 de novembro de 2020, e ficou disponível para streaming no Prime Video nos Estados Unidos em 20 de novembro.

## Temas
“Lovers rock” era o nome de um gênero musical popular em meados da década de 1970 em Londres, mas suas influências eram transatlânticas, assim como seus alcances. O filme leva o nome do gênero e toca algumas das canções mais populares ao longo do filme, como “Silly Games”, de Janet Kay. O gênero, que combinava as linhas de baixo pesadas do reggae populares na música jamaicana e as harmonias vocais soft-soul originárias das cenas de R&B de Chicago e Filadélfia, forjou espaços únicos de liberdade comuns aos jovens negros da época cujas famílias eram imigrantes. Essa influência musical através do espaço e entre as comunidades da diáspora representou o que Paul Gilroy teorizou como o “Atlântico Negro”, uma cultura que existe fora das fronteiras do estado-nação.

## Resposta da crítica
O agregador de críticas Metacritic atribuiu ao filme uma pontuação média ponderada de 95 em 100, com base em 27 críticos, indicando “aclamação universal”. No Rotten Tomatoes, o filme detém uma taxa de aprovação de 98% com base em 103 críticas, com uma classificação média de 8,79/10. O consenso dos críticos do site diz: “Uma experiência de visualização singular que captura perfeitamente um momento no tempo, Lovers Rock é uma ode cuidadosamente elaborada à alegria negra.” Toda a antologia Small Axe foi indicada para Melhor Minissérie ou Telefilme no 78º Globo de Ouro.
Angelica Bastién, do Vulture.com, chamou Lovers Rock de “sem dúvida um dos melhores filmes do ano... um romance fascinante não apenas entre os dois personagens centrais, mas também sobre a beleza do corpo humano, o socorro de um festa enérgica e a possibilidade no silêncio de uma noite.”
O filme apareceu nas listas dos dez melhores filmes de 2020 de vários críticos.